# مارشین او پن
مارشین او پن (به لاتین: Marchienne-au-Pont) یک منطقهٔ مسکونی در بلژیک است که در شارلروآ واقع شده‌است. مارشین او پن ۶٫۶۴ کیلومتر مربع مساحت و ۱۶٬۷۳۹ نفر جمعیت دارد.